# Bolos bercianos

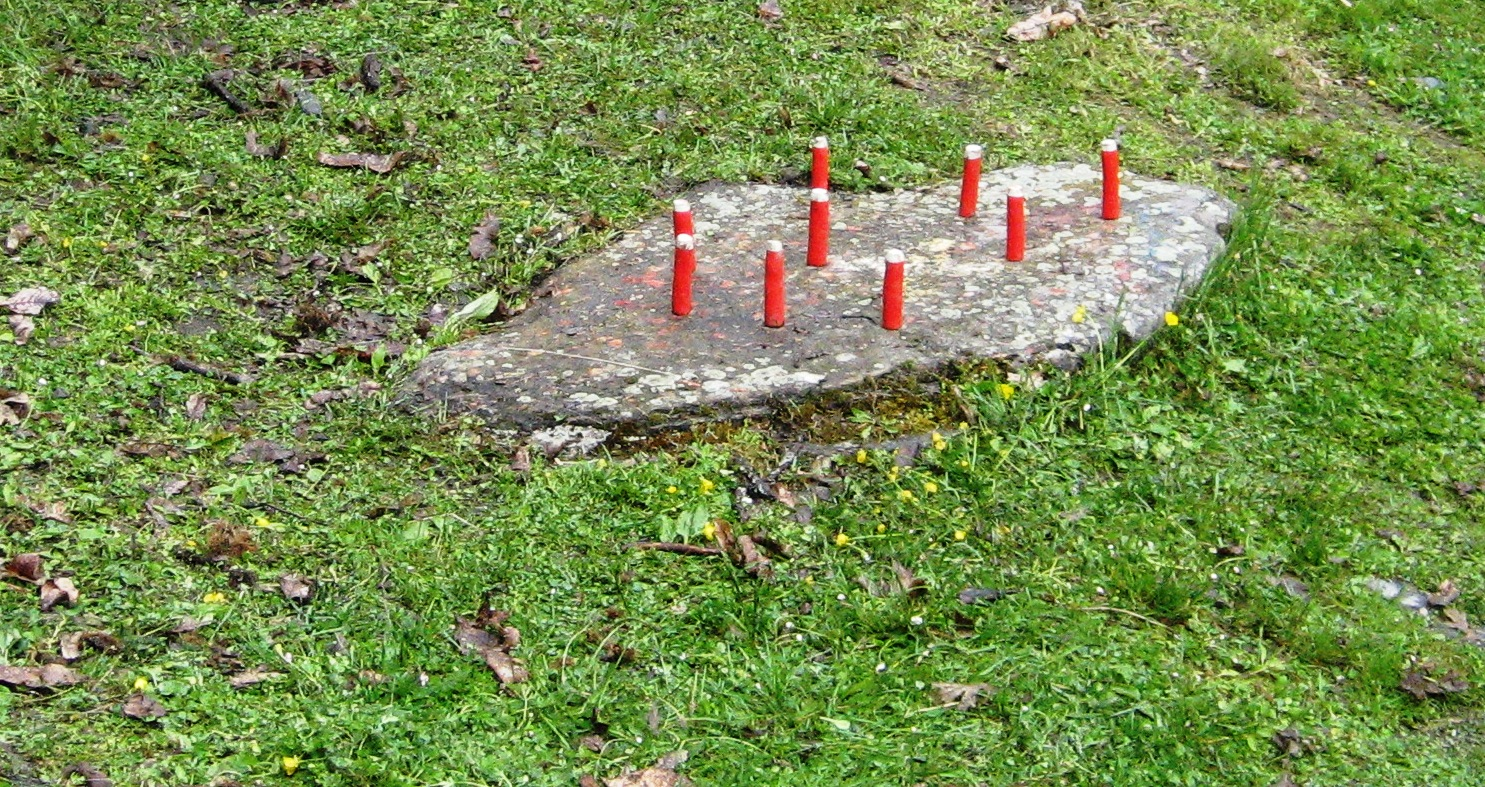
Bolos bercianos.

Los bolos bercianos son un juego popular practicado en gran parte de El Bierzo y en algunas de las comarcas limítrofes.
Gozó de mucha popularidad compitiendo los pueblos entre sí en distintas ligas. Hoy en día es habitual jugarlo en muchas fiestas de pueblos de El Bierzo.
Ciertas diferencias en su práctica y/o reglas pueden existir según se practique en un valle u otro, incluso entre pueblos, pero en general existen una serie de normas comunes.

## Elementos del juego
Se utilizan unos boliches de madera dura con forma cilíndrica de pequeño tamaño, poco más de 10 cm de alto por unos 2 cm de diámetro, que se colocan sobre una piedra plana de cierto tamaño, generalmente semienterrada y ligeramente inclinada a favor del tiro, dispuestos en 4 hileras: la primera y segunda (tomando como referencia el tiro) de 3 boliches y de 2 y 1 la tercera y la cuarta respectivamente (esta disposición puede variar).
El bolo es una pieza cilíndrica de madera dura redondeada en sus extremos de unos 20 cm de largo y unos 5-6 cm de diámetro.

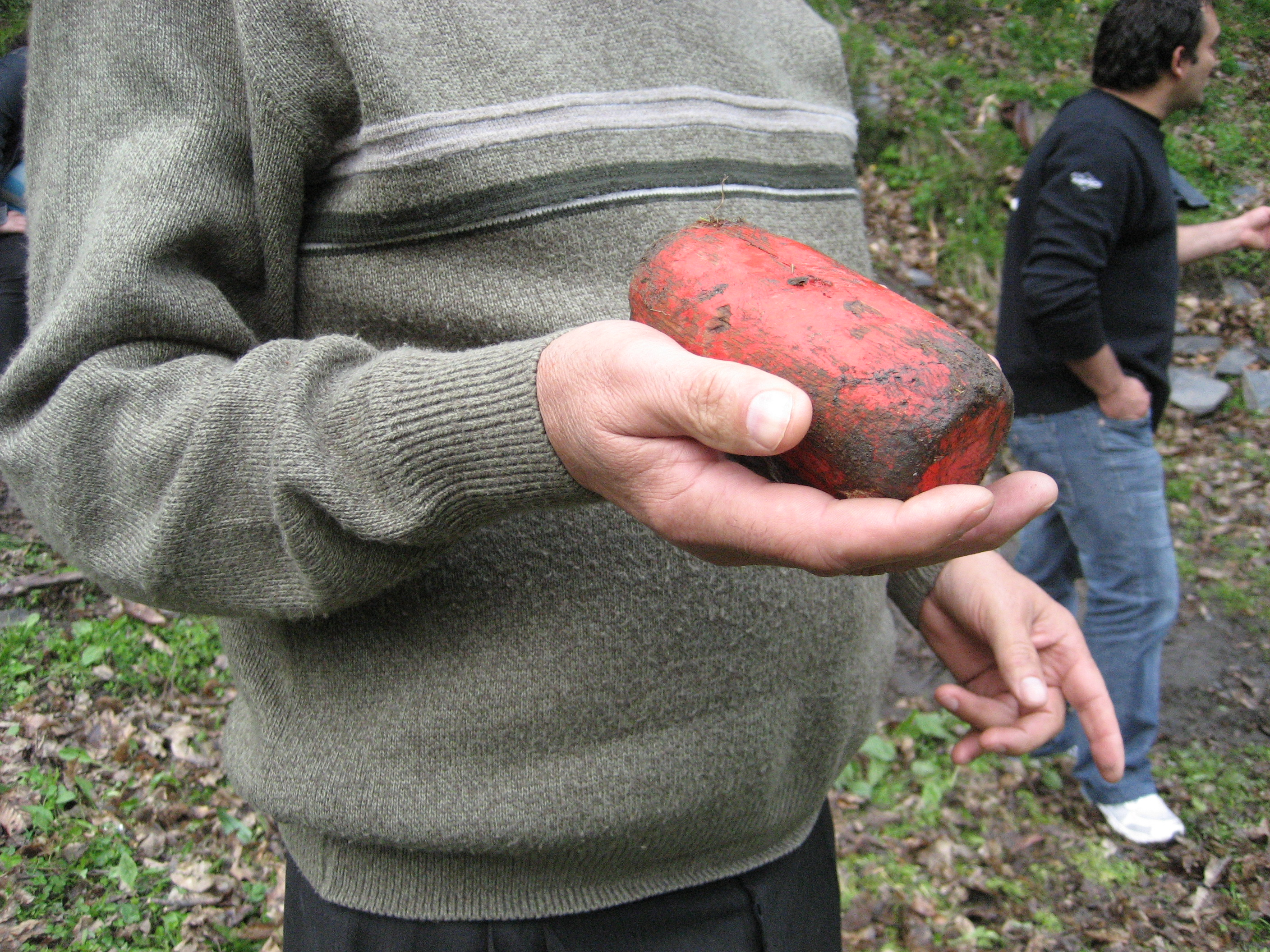
Bolo.

## Terreno de juego
Se suele escoger un lugar mínimamente despejado, en la medida de lo posible, en el que está situada la piedra en la que se colocan los boliches. A una cierta distancia se colocan unas cuerdas u otro elemento que delimitan secciones de puntuación, generalmente 3 secciones.

## Desarrollo del juego
El juego se disputa por equipos cuyos miembros van alternando los tiros, en una cantidad convenida.
El objetivo consiste en golpear el bolo contra los boliches en un fuerte golpe de tal manera que uno o varios de estos salgan despedidos y traspasen las distintas secciones delimitadas en el terreno de juego: a mayor distancia mayor puntuación, que se verá multiplicada por el número de boliches que hayan llegado a esa o a otras áreas de puntuación.
Gana el equipo que consiga mayor puntuación.
- Datos: Q5731620